# Альтеттінг (район)
Альтеттінг (нім. Altötting) — район у Німеччині, у складі округу Верхня Баварія федеральної землі Баварія. Адміністративний центр — місто Альтеттінг.

## Населення
Населення району становить 111 654 осіб (станом на 31 грудня 2020).

## Адміністративний поділ
Район складається з 4 міст (нім. Städte), 2 торговельних громад (нім. Märkte) та 18 громад (нім. Gemeinden):
| Міста 1. Альтеттінг (12977) 2. Бурггаузен (18795) 3. Нойеттінг (8852) 4. Тегінг-ам-Інн (9249) Об'єднання громад 1. Еммертінг (громади Еммертінг та Мерінг) 2. Кірхвайдах (громади Файхтен-ан-дер-Альц, Гальсбах, Кірхвайдах та Тирлахінг) 3. Марктль (торговельна громада Марктль та громада Штаммгам) 4. Райшах (громади Ерльбах, Перах та Райшах) 5. Унтернойкірхен (громади Кастль та Унтернойкірхен) Торговельні громади 1. Марктль (2790) 2. Тюслінг (3309) | Громади 1. Бургірхен-ан-дер-Альц (10594) 2. Вінгерінг (4737) 3. Гаймінг (2506) 4. Гальсбах (1046) 5. Гархінг-ан-дер-Альц (8708) 6. Еммертінг (4154) 7. Ерльбах (1196) 8. Кастль (2820) 9. Кірхвайдах (2619) 10. Мерінг (2435) 11. Перах (1289) 12. Пляйскірхен (2451) 13. Райшах (2636) 14. Тайзінг (1848) 15. Тирлахінг (1040) 16. Унтернойкірхен (3296) 17. Файхтен-ан-дер-Альц (1251) 18. Штаммгам (1056) |

Дані про населення наведені станом на 31 грудня 2020.